# Ади-хай пидутам
Ади-хай пидутам (на малаяли, языке дравидов, жителей юга Индии: «пидутам» — управление, «хай» — руками, «ади» — по наиболее уязвимым частям тела) — древнее боевое искусство Индии. Возникло в штате Керала в районе города Каннур. Глава школы — Кумара Свами.
Техника школы состоит из бросков, захватов, болевых приёмов, ударов пальцами по болевым точкам. Существует специальный раздел подготовки — «марма», то есть комплекс сведений о расположении и функционировании нервных и энергетических центров организма человека.
В настоящее время практика ади-хай пидутам распространена среди членов секты Сиддха-Самайя в Индии.